# The Staves
The Staves sind ein aus drei Schwestern bestehendes britisches Akustik-Folk-Rock-Trio aus Watford, Hertfordshire, England.

## Geschichte
Emily, Jessica und Camilla Staveley-Taylor traten im Jahr 2010 zuerst unter dem Namen The Staveley-Taylors im The Horns in Watford auf. Die Auftritte der verschiedenen Gruppen wurden dort auf einer Tafel angekündigt, auf der die Schwestern ihren Familiennamen eingetragen hatten. Nachdem sie eines Abends mit dem verkürzten Namen The Staves aufgerufen worden waren, übernahmen sie diese Kurzbezeichnung als neuen Gruppennamen.
The Staves erschienen bereits kurz nach ihrer Gründung auf dem im Juli 2010 veröffentlichten Album Praise & Blame von Tom Jones. Im Herbst 2010 traten sie zusammen mit dem Alternative-Country-Duo Mt. Desolation auf ihrer Tour durch Großbritannien auf. Jessica Staveley-Taylor arbeitete dabei auch als Backgroundsängerin der Gruppe Mt. Desolation. Nach ihren ersten EP-Veröffentlichungen waren sie auch auf Fionn Regans drittem Studioalbum 100 Acres of Sycamore zu hören.
In den USA wurden The Staves durch ihre gemeinsamen Auftritte mit The Civil Wars im Januar 2012 bekannt. Auftritte bei dem Musikfestival South by Southwest und die Tour „Austin to Boston“ folgten im Jahr 2012. Im gleichen Jahr spielten sie mit Bon Iver auf deren Tour durch die USA und Kanada. Ihr erstes Album Dead & Born & Grown erschien im November 2012 bei Atlantic Records. Es wurde von Glyn Johns und Ethan Johns produziert, die bereits die Rolling Stones und Joan Armatrading produziert hatten.
The Staves traten im britischen Fernsehen unter anderem im Jahr 2012 in der renommierten Sendung Later with Jools Holland auf.
Mit dem Album If I Was, das 2015 erschien und von Justin Vernon (Bon Iver) produziert wurde, erweiterten sie ihren Sound, die Songs zeichnet ein stärkerer Einsatz von Synthesizern aus.
Für ihr drittes Studioalbum The Way is Read arbeiteten The Staves mit dem Ensemble für zeitgenössische Musik yMusic zusammen. Darauf hört man die Kombination der Harmonien der Sängerinnen mit den Instrumenten von yMusic wie Geige oder Klarinette.
2021 veröffentlichten sie das Album Good Woman, mit dem sie wegen der COVID-19-Pandemie aber kaum auf Tour gehen konnten. Produziert wurde es von John Congleton, der auch schon Alben von St. Vincent und Sharon Van Etten produziert hat.

## Rezeption
Der Journalist James Christopher Monger von Allmusic bezeichnete den Gesang der drei Schwestern als „klar und elegant“. The Staves wüssten gemeinsam mit ihren Produzenten um ihre Fähigkeit zu „harmonischem, perfektem, familiärem Gesang“.
SPIEGEL-Rezensent Tobias Rapp nannte The Staves 2013 „Erneuerer des britischen Folk“.
FAZ-Rezensent Jan Wiele schrieb, die drei Schwestern hätten sich mit ihrem 2015 erschienenen Album in den Harmoniekosmos von Crosby, Stills & Nash katapultiert.
Mitch Mosk schrieb im Atwood Magazine über ihr fünftes Album All Now (2024): „All Now ist absolut bezaubernd – ein eingängiges, stimmiges und vielseitiges Hörerlebnis, wieder und wieder.“ Der Artikel stellt die klugen Songtexte heraus, die sich, wie schon auf dem vorherigen Album Good Woman, mit tiefgehenden emotionalen Themen und sozialen Beziehungen auseinandersetzen, z. B. mit emotionaler und mentaler Überlastung (I Don’t Say It, But I Feel It), Schwesternschaft (After School), Liebe (So Gracefully) oder dem Verarbeiten eines Verlusts (Recognise). Gleichzeitig würden durch die Textzeilen hindurch immer wieder Humor und Selbstironie schimmern.

## Diskografie
- 2010: Facing West (EP, Daddy Max Records)
- 2011: Live at Cecil Sharp House (EP)
- 2011: Mexico (EP, Atlantic Records)
- 2012: The Motherlode (EP)
- 2012: Dead & Born & Grown (Album)[5]
- 2013: Dead & Born & Grown & Live (Album)
- 2014: If I Was (Album)
- 2016: Sleeping in a Car (EP)
- 2017: The Way Is Read
- 2021: Good Woman
- 2024: All Now